# De Virieusingel
De Virieusingel is een straat in de stad Zaltbommel in de Nederlandse provincie Gelderland. De straat loopt vanaf de Waalbandijk tot de Koningin Wilhelminawegen. Zijstraten van deze straat zijn de Burgwal en de Dr. A.F. Philipslaan. De Virieusingel is ongeveer 800 meter lang. De straat is vernoemd naar stadsbouwmeester François Willem de Virieu. De Virieu ligt begraven op de "Oude algemene Begraafplaats" aan de Boschstraat te Zaltbommel.

## Geschiedenis
Aan de De Virieusingel 34A heeft vroeger een gasfabriek gestaan. Zoals ook elders in het land waar gasfabrieken hebben gestaan, zal ook hier de grond vervuild zijn en dus feitelijk gesaneerd moeten worden. Thans is er een geheel ander beeld ontstaan van De Virieusingel sinds de gasfabriek weg is. Momenteel zijn eenentwintig kunstenaars bezig hun kunst te tonen. Dit in verband met de lustrumeditie van het kunstevenement, met de naam "Pracht in de Gracht". Dit is de vijfde editie in Zaltbommel van dit buitenkunstevenement. Aan De Virieusingel 12 bevindt zich ook de R.K. Begraafplaats.

## Fotogalerij

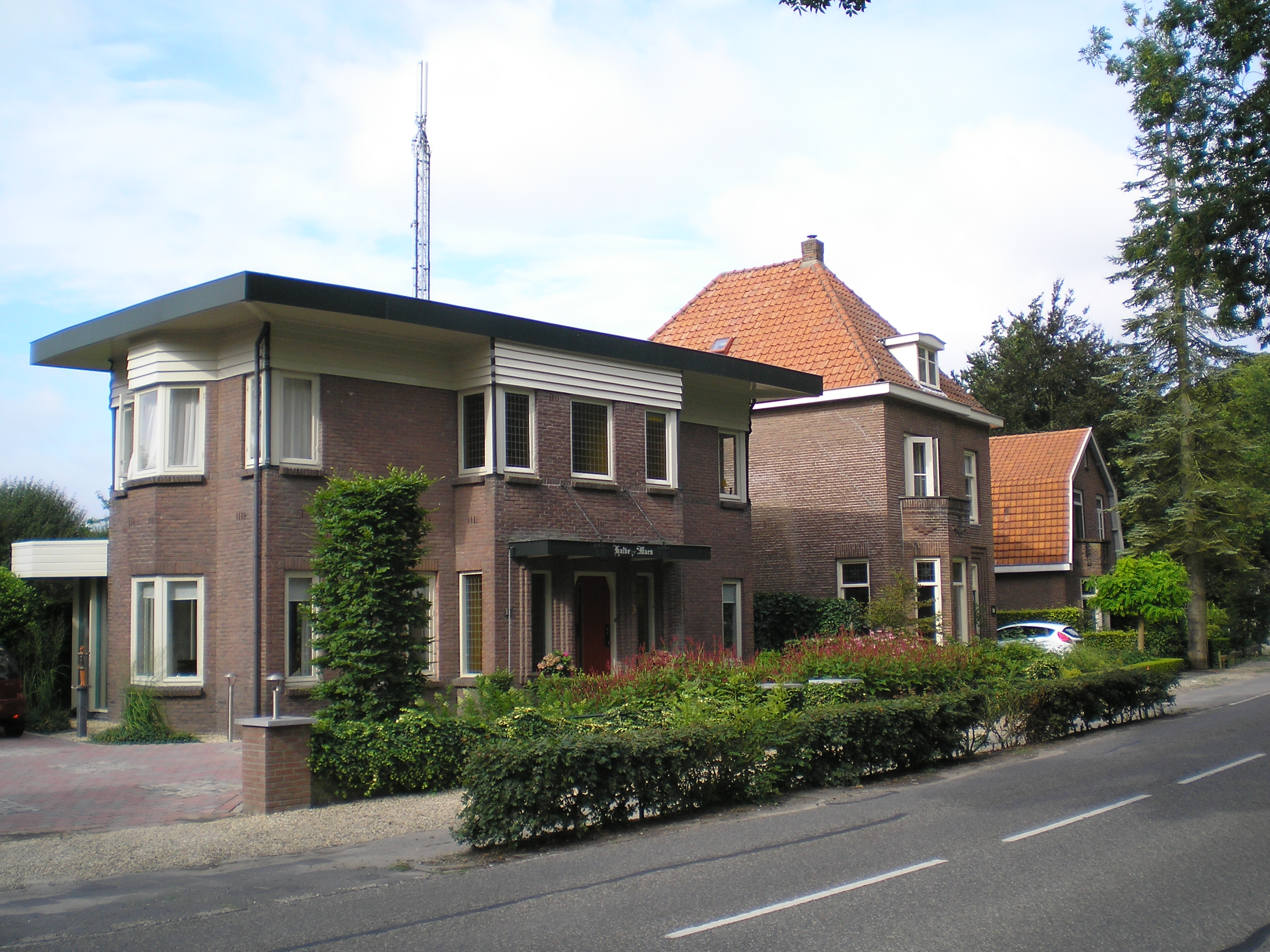
De Virieusingel
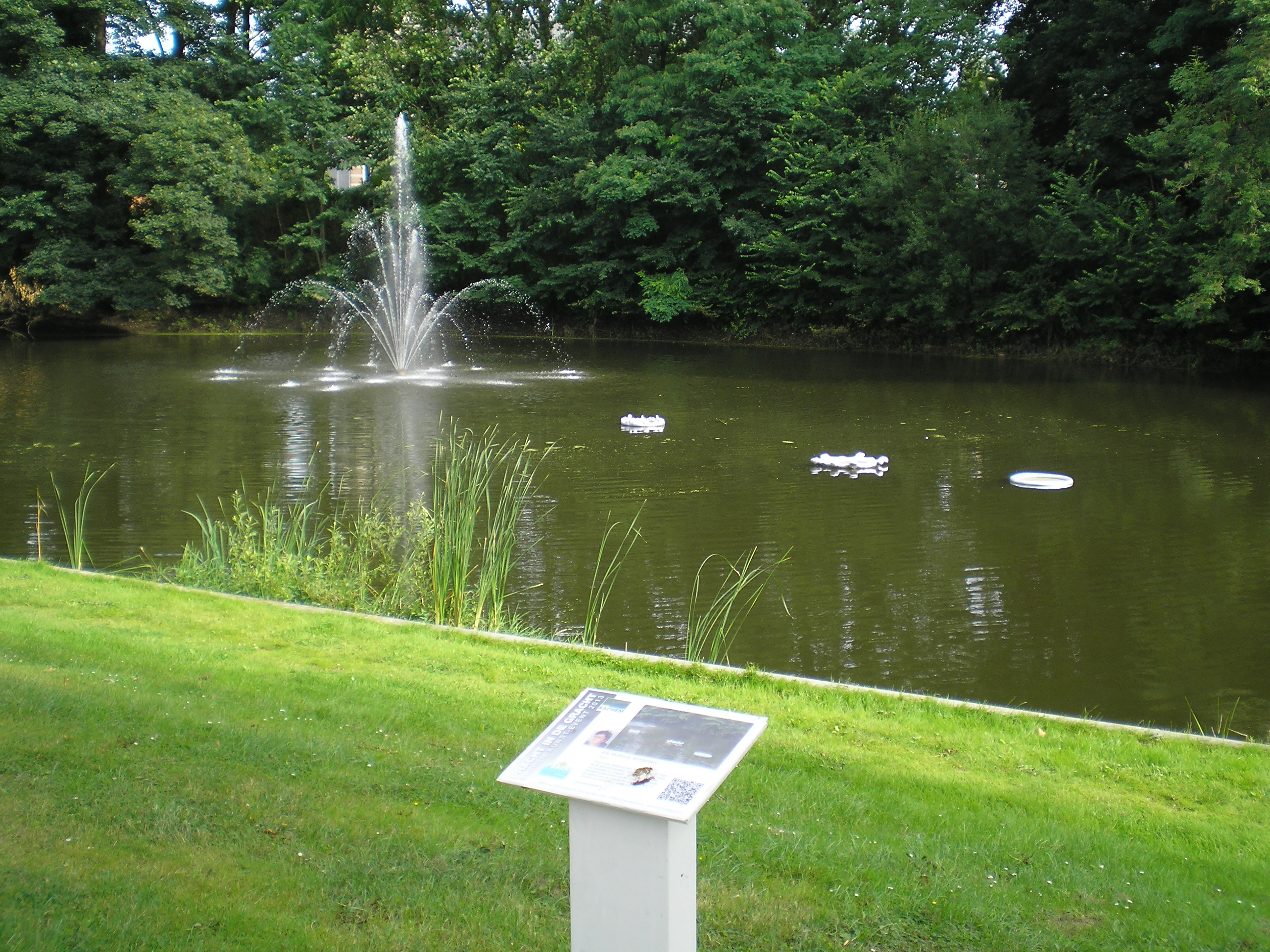
De Virieusingel met "Pracht in de Gracht"
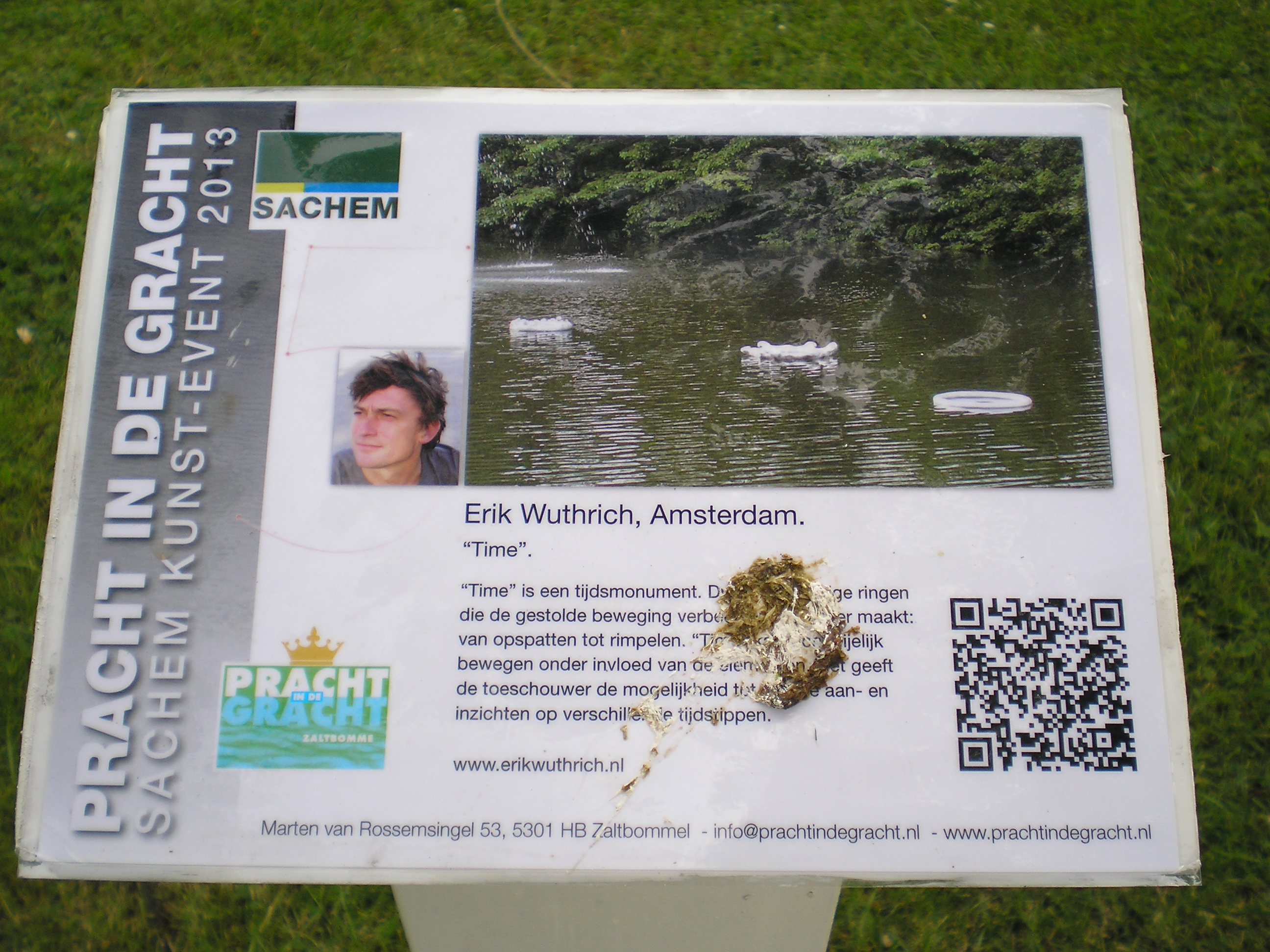
De Virieusingel, "Pracht in de Gracht" van kunstenaar Erik Wuthrich
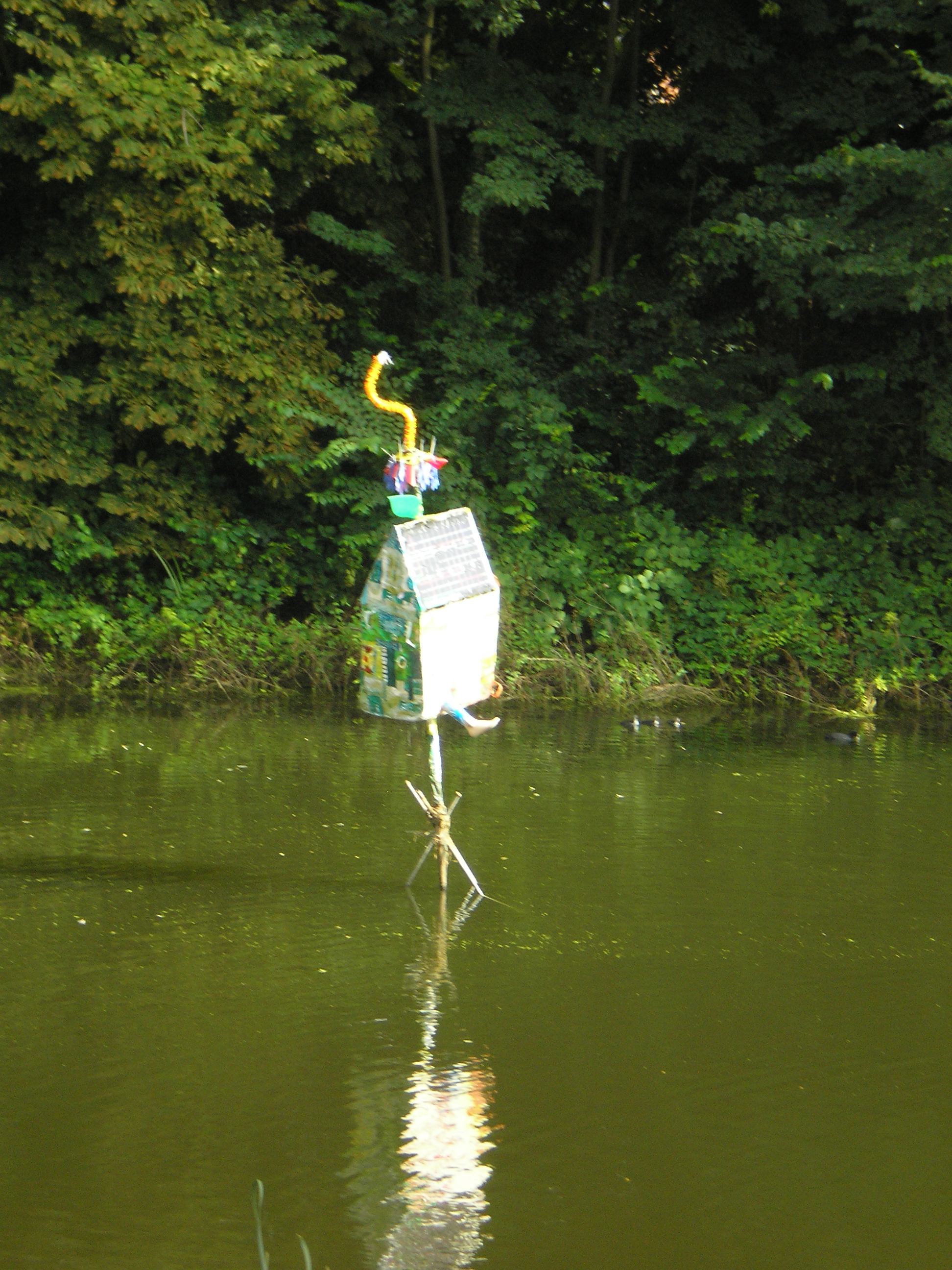
De Virieusingel met "Pracht in de Gracht"
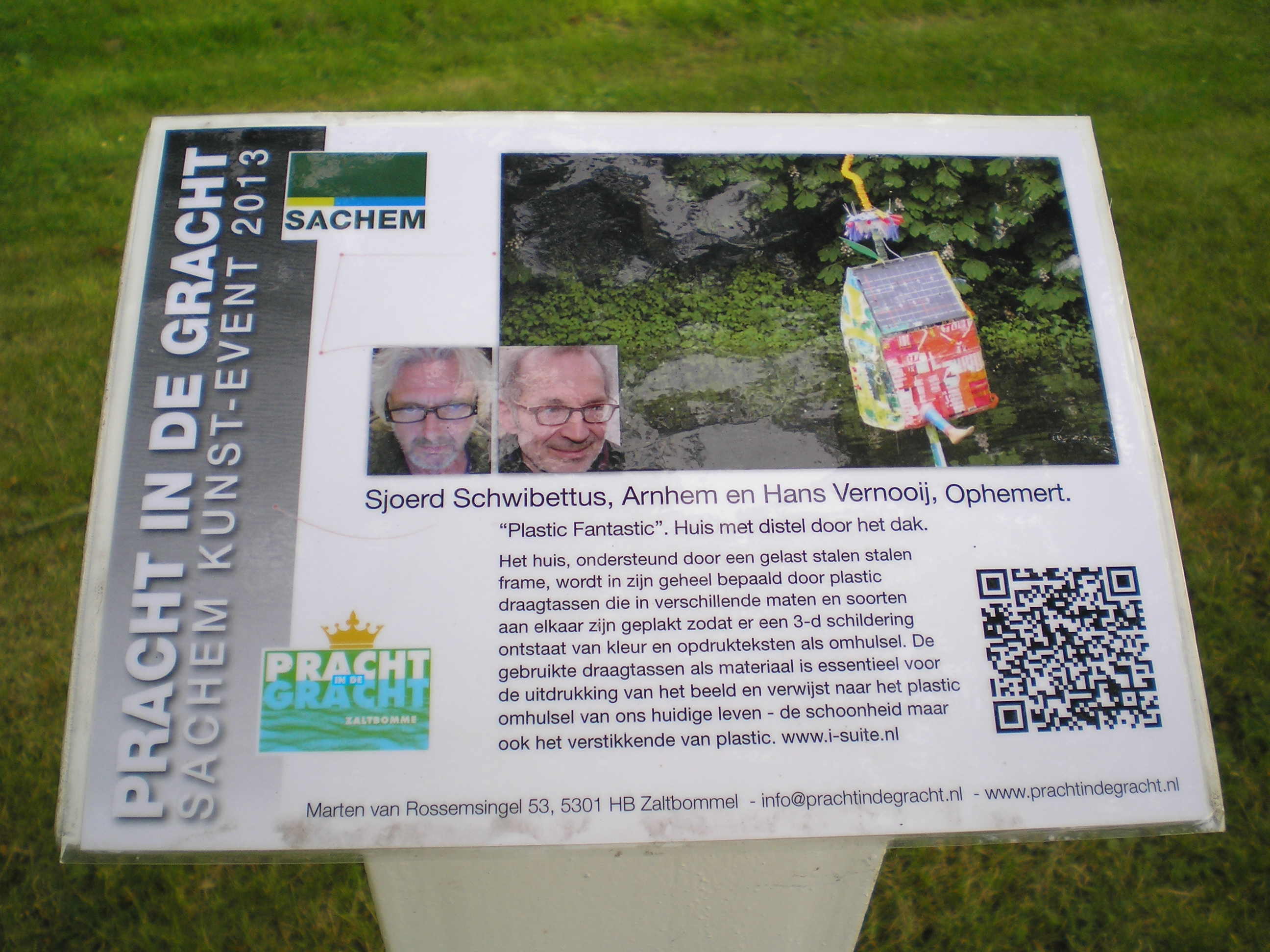
De Virieusingel, "Pracht in de Gracht" van de kunstenaars Sjoerd Schwibettus en Hans Vernooij

Boschstraat ·
De Virieusingel ·
Gamerschestraat ·
Gasthuisstraat ·
Kerkplein ·
Kerkstraat · 
Korte Steigerstraat ·
Korte Strikstraat ·
Lange Steigerstraat · 
Markt ·
Nieuwstraat ·
Nonnenstraat ·
Oliemolen ·
Oliestraat ·
Steenweg ·
Tolstraat · 
Vismarkt · 
Waalkade · 
Waterstraat · 
Zandstraat